# Опыление у орхидных
«Опыление у орхидных» (англ. Fertilisation of Orchids) — книга английского натуралиста Чарльза Дарвина, опубликованная 15 мая 1862 года под полным описательным заголовком «О различных способах, с помощью которых британские и иностранные орхиды оплодотворяются насекомыми, и о хороших эффектах от скрещивания» (англ. On the Various Contrivances by Which British and Foreign Orchids Are Fertilised by Insects, and On the Good Effects of Intercrossing).
Дарвин изложил подробное исследование общего предка с модификациями, расширив тему коэволюции между местными популяциями насекомых и цветковых растений, которую он кратко обсудил в «Происхождении видов». Он исследовал многочисленные способы изменения орхидей, показывая, как они разошлись, и разработал специализированные механизмы рассеивания пыльцы. Сложная морфология и анатомия каждого цветка были тщательно описаны. Кажущиеся тривиальными подробности были поставлены в связь с естественным отбором, чтобы продемонстрировать, как небольшие различия в похожих структурах близкородственных цветов привели к специализированным модификациям, которые предоставили различным опылителям различные способы перекрестного опыления.